# シングル・コレクション 1983〜1985
『シングル・コレクション 1983〜1985』は、杉山清貴&オメガトライブのベスト・アルバム。1993年7月1日に発売された。

## 解説
帯のキャッチコピーは「杉山清貴&オメガトライブ 83年〜85年のシングル・コレクション完全収録!」。1983年のメジャー・デビューから10年を経て初めて発売されたコンプリート・シングル・コレクション。
活動中に発売された7枚のシングルAB面すべて計14曲を収録。うち10曲は『SINGLE'S HISTORY』に、2曲は別のオリジナル・アルバムに収録されていたが、4曲目「A.D.1959」と14曲目「LONELY RUNNER」は本作がアルバム初収録となった。
これまでの作品と異なり、藤田浩一のプロデュースではない。クレジットもカバーデザインのみだが、過去の作品同様「デジタルマスタリング」の表記が盤面にある。

## 収録曲
（曲名および演奏時間は歌詞カードに記載のもの）
1. SUMMER SUSPICION　（4:31）
作詞：康珍化　作曲・編曲：林哲司
1stシングル。
2. 渚のSea-dog　（4:01）
作詞：SHOW　作曲：杉山清貴　編曲：後藤次利
同B面。原曲は前身となるバンド「きゅうてぃぱんちょす」のレパートリーである「フラフラ夏陽気」。
本作以前にはベスト「Dear, summer lovers[4]」に収録されていた。
3. アスファルト・レディ　（4:00）
作詞：康珍化　作曲・編曲：林哲司
2ndシングル。本作では最後のサビ中にフェイドアウトするシングルバージョンが収録されている。
4. A.D.1959　（4:58）
作詞：秋元康　作曲・編曲：林哲司
同B面。BOXを除くと本作のみに収録されている楽曲である。
5. 君のハートはマリンブルー　（4:52）
作詞：康珍化　作曲・編曲：林哲司
3rdシングル。TBS系ドラマ「年ごろ家族」主題歌。
6. 愛を巻き戻して　（4:10）
作詞：秋元康　作曲：杉山清貴　編曲：志熊研三
同B面。
7. リヴァーサイド・ホテル　（4:30）
作詞：康珍化　作曲・編曲：林哲司
4thシングル。
8. ジョアンナ　（4:43）
作詞：秋元康　作曲・編曲：林哲司
同B面。林哲司が選曲した配信限定のベスト「The Other Side Of OMEGATRIBE[5]」にシングルで唯一収録されている。
9. ふたりの夏物語[6]　（3:56）
作詞：康珍化　作曲・編曲：林哲司
5thシングル。日本航空「JALPAK」CMソング。
本作ではシングルバージョンが収録されている。
10. FAREWELL CALL　（4:47）
作詞：秋元康　作曲：高島信二　編曲：志熊研三
同B面。
11. サイレンスがいっぱい　（4:40）
作詞：康珍化　作曲・編曲：林哲司
6thシングル。NTV系ドラマ「のン姉ちゃん・200W」主題歌
12. ROLLING MEMORIES　（3:58）
作詞：秋元康　作曲：西原俊次　編曲：志熊研三
同B面。
13. ガラスのPALM TREE　（4:25）
作詞：康珍化　作曲・編曲：林哲司
7thシングル。ダイドー「ジョニアンコーヒー」CMソング。
14. LONELY RUNNER　（4:58）
作詞：有川正沙子　作曲：杉山清貴　編曲：志熊研三
同B面。本作以外には「CORE BEST TRACKS[7]」に収録されている。